# DAML
El DARPA Agent Markup Language (DAML) era el nombre de un programa de EE.UU para la Defense Advanced Research Projects Agency (DARPA) comenzada en 1999 por James Hendler, y más tarde controlada por Murray Burke y Mark Greaves. El programa enfocó la creación de representaciones legibles por máquina para el Web.
Se utiliza en la capa de descripción de la pila tecnológica de Web Services.